# Leptogenys maxillosa
Leptogenys maxillosa é uma espécie de formiga do gênero Leptogenys, pertencente à subfamília Ponerinae.